# Oscar Wilde
Oscar Wilde (teljes nevén Oscar Fingal O’Flahertie Wills Wilde) (Dublin, 1854. október 16. – Párizs, 1900. november 30.) ír költő, író, drámaíró. Sikereit elsősorban könnyed, elegáns stílusának és sziporkázó szellemességének, paradoxonjainak köszönhette.  
Ahogy azt az Új Magyar Lexikon (1962) megállapítja, életművéből leginkább a cselekményt ötletesen bonyolító, szellemes párbeszédekkel, aforizmákkal teli vígjátékai: a Lady Windermere legyezője (1893), az Eszményi férj (1895) és a Bunbury (1895) bizonyultak maradandónak, illetve a Dorian Gray című, fantasztikus ötletre épülő regénye (1891), valamint a felnőttek számára írt, költői szépségű A boldog herceg című meséje (1888).
A Világirodalmi Kisenciklopédia Wilde-ról mint az angol l’art pour l’art (aesthetic movement) legjelentősebb képviselőjéről emlékezik meg. Úgy véli, hogy világirodalmi rangját vígjátékai s elbeszélései mellett A readingi fegyház balladája című, börtönélményeiből fakadó költeménye (1898) és megrázó önvallomása, a De profundis (1905) adja meg.
A Magyar Nagylexikon (2004) azt emeli ki Wilde-dal kapcsolatban, hogy művei a 19. század végi esztétizmus, "a szépség" művészeteszménye jegyében születtek.
A Világirodalmi Lexikon pedig Wilde (1994) sokoldalúságára helyezi a hangsúlyt. Rámutat, hogy Wilde szinte minden műfajban kipróbálta tehetségét, és szinte minden műfajban figyelemre méltó, nagysikerű művekkel lépett a közönség elé. Legjobb műveiben egy gazdag intellektus nyelvi bravúrjai mellett a jellem- és a helyzetkomikum adta lehetőségeket maradéktalanul kiaknázó szerzőt ismerhetünk meg.
Ma is áll rá a Világirodalmi arcképcsarnokban megfogalmazott értékítélet: „Főleg azok becsülik kevésre, akik nem olvassák. Akik olvassák, azok nemcsak kedvelik, de a századvég legnagyobbjai közt tartják számon.”
Ő volt az első író, aki azon, a saját korában dekadensnek, élvhajhásznak minősített erkölcsök szerint élt, amelyek a műveit is áthatják. Azok közé a művészek közé tartozott, akik életüket könyveiknél fontosabb alkotásnak tartották. Egy kínos botrány kapcsán kiderült vonzalma saját neméhez, melyet követően Wilde neve évtizedekig tabu lett, hazája kitaszította. A csillogás után a kegyetlen börtönvilág sötétje következett.
James Joyce viszont egy 1909-es cikkében már mártírként emlegette Wilde-ot, nyolcvan évvel később pedig Terry Eagleton Szent Oscar című darabja még tovább ment a felmagasztalásában.
Napjainkra Oscar Wilde egyértelműen a homoszexuálisok egyik legnagyobb ikonjává emelkedett.

## Élete

### Az ifjúkor krónikája
1854. október 16-án született az írországi Dublinban Oscar Fingal O’Flahertie Wills Wilde néven, köznemesi család második fiúgyermekeként. Édesapja, Sir William Wilde fül- és szemspecialistaként dolgozott, míg édesanyja, Jane Francesca Elgee Speranza álnéven vált ismert írónővé. Nem véletlen tehát, hogy Oscar megszerette az irodalmat, és falta a könyveket. Édesanyja ifjúkorában részt vett az ír nemzeti mozgalmakban, Wilde egyértelműen tőle örökölte lázadó egyéniségét.
A Wilde házaspár furcsa pár volt Dublinban, egymásnak szinte tökéletes ellentétei. Míg Sir William cingár, törékeny alkatú, alacsony növésű férfiúnak tűnt, tudásra szomjazó tekintettel, addig Speranza sudár termetű asszony volt finom vonásokkal, tekintélyt parancsoló járással. Az apa többször félrelépett, és három házasságon kívüli gyermeke született. Igaz, Speranza is tartott fenn kapcsolatokat írótársaival, de ezek pusztán plátói szálak voltak.
Oscarnak volt egy nála két évvel idősebb bátyja, Willie Wilde, és egy nála három évvel fiatalabb húga, Isola Francesca Emily. Wilde imádta kishúgát, jó testvéri viszony alakult ki közöttük, ám amikor Isola tízévesen, 1867-ben meghalt, Oscar csak hosszú idő elteltével tudta magát túltenni húga elvesztésén. Ezt bizonyítja az a tény, hogy Oscar halálakor megtalálták Isola egy gondosan borítékba rejtett hajtincsét, melyet Wilde mindig magánál tartott. Wilde egyébként rettentően érzelmes, gyengéd alkat volt, nehezen tudott megemészteni dolgokat. Amikor kölyökként részt vett egy gyerekcsínyben, és menekülniük kellett, véletlenül fellökött egy testi fogyatékos fiút, amit azután egy jó darabig nem tudott feldolgozni, annyira gyötörte a lelkiismeret-furdalás.
A család eleinte egy forgalmas utcában lakott, a Westland Row 21. szám alatt, majd 1855 júniusában átköltöztek a szomszédos Merrion Square-re, ahol Wilde egész gyerekkorát töltötte. A fiúk nagypolgári környezetben nőttek fel, francia és német nevelőnők gondozásában, és Dublin szellemi elitje vette őket körül. Oscar mindig együtt volt szüleivel és a felnőttekkel, így nyolcéves korára már jól ismert minden témát és álláspontot, amelyet a vacsorák során megvitattak.

### Tanulmányai
1864-ben testvérével együtt utaztak a Portora Royal School internátusába, amely liberális szellemével és a világra való nyitottságával Wilde számára az otthoni nevelés eszményi folytatása volt. Tanulmányait 1871-től 1874-ig a dublini Trinity College-ban folytatta, ahol az angliai intézményekkel ellentétben személyes kapcsolat alakult ki tanár és diák között. Wilde-nak tetszett e szabadelvűség. A vizsgákon játszi könnyedséggel tett eleget a tanulmányi követelményeknek. Legnagyobb hatást tutora, John P. Mahaffy gyakorolta rá, olyannyira, hogy 1875-ben együtt indultak el egy görögországi felfedező körútra, ám pénz hiányában csak Rómáig jutottak. Wilde-ot elbűvölte a keresztény város, megtetszett neki a katolikus vallás.
Egyetemi tanulmányait Oxfordban, a Magdalen College-ban végezte, 1874-78 között. Az itt töltött évek a készülődés évei voltak. Feltűnő ír akcentusával, kiváló felkészültségével és főleg öltözködésével kitűnt társai közül. Még a szokásosnál is nagyobb kockás tweedzakót öltött, pávakék nyakkendőt viselt, és hullámos karimájú, enyhén félrecsapott kalapot hordott. Mindenkor az érvényes normákat szegte meg.
1876-ban hirtelen meghalt édesapja, aminek következtében Lady Wilde nyakába szakadt az összes gond: a családi földbirtokot jelzálog terhelte, és emellé még komoly adósságok is társultak. Özvegyasszonyként aggódhatott, hogyan tud kijönni a pénzből, hogyan tudja támogatni ügyvédnek készülő Willie fiát. Szerencsére Oscar fenn tudta magát tartani ösztöndíjából, sőt amikor a család egyetlen támasza, a féltestvér Henry Wilson 1877-ben elhunyt, Wilde-nak kellett eltartania őket. Szabadúszó íróként több-kevesebb sikert ért el. 1878-ban Ravenna című költeményével elnyerte a nagy dicsőségnek számító Newdigate-díjat, melyet kizárólag ifjú, tanulmányaikat folytató tehetségek kaphattak. Ahhoz egyáltalán nem fért kétség, hogy Wilde egy igazi zseni, tehetséges író, de egyúttal rendkívül fegyelmezetlen ifjú is volt, így az egyetem elvégzésével nem kapott tanári kinevezést. 1879 őszén közös lakásba költözött egyik régi festő barátjával, a francia Milesszal.

### Hírnév, siker
Wilde a londoni szalonok állandó vendége lett, de különc viselkedése és kirívó, szokatlan öltözködése miatt háta mögött kinevették. A Punch c. hetilap 1880-tól karikatúrasorozatot indított róla, melyben egyértelműen a gúny céltáblája volt, de nem bánta, hiszen ez ingyen reklám volt neki. Wilde pedig mindenáron akarta a hírnevet: „Sértegessetek, dobáljatok meg sárral, de az istenért, nézzetek rám.” Wilde ugyanis nem azok közé az írók közé tartozott, akik szemérmesen meghúzódtak műveik mögött. Ő nem tudta, nem akarta kivárni, míg az emberek műveit elolvasva így kiáltanak fel: „Milyen remek művek – mekkora művész!” Fordítva, azt szerette volna elérni, hogy az emberek ezt gondolják: „Mekkora művész! Micsoda remek művek lehetnek a tarsolyában!” Híres akart lenni, hogy gazdag s gazdagsága révén szabad lehessen.
1881-ben saját költségén megjelentette Poems (Versek) című művét, amelyet még az év decemberében bemutatott az amerikai közönségnek Kanadában és az USA-ban. Az előadóút óriási sikerrel zárult, Wilde sziporkázó hangvételű előadásaival lenyűgözte publikumát. Egyszerre híres és gazdag lett, elérte a hőn áhított ismertséget.

### Szerelem, eljegyzés, házasság

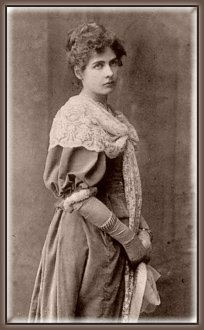
Felesége, Constance Lloyd

Londonban összeházasodott Constance Mary Lloyddal. Párizsban töltötték mézesheteiket. Londonban telepedtek le, és Wilde sorra jelentette meg legkülönbözőbb műfajú írásait, amelyeknek egy közös vonásuk van: a stílus, a nyelv magával ragadó szépsége. Előadásokat tartott, újságíróként tevékenykedett, elégedett volt életével. Amikor egy estélyen megkérdezték tőle, hogy mit csinált aznap, Wilde szerényen csak ennyit felelt: „Egyik versem nyomdai levonatát javítottam. Egész délelőtt töprengtem, végül kihúztam egy vesszőt. Délután folytattam a munkát, aminek az lett az eredménye, hogy visszaállítottam azt a bizonyos vesszőt.”
1885-ben megszületett első fiuk, Cyril, majd a következő évben a világra jött Vyvyan. Wilde ráérzett az apa szerepére, és ontotta magából a szebbnél szebb meséket. 1888-ban megjelent A boldog herceg és egyéb mesék c. mesegyűjteménye, melyben olyan nagyszerű alkotások kaptak helyet, mint a címadó A boldog herceg (The Happy Prince), A nevezetes rakéta (Remarkable Rocket) és Az önző óriás (Selfish Giant). Ezen mesék mindegyike a meseirodalom egy-egy kincse, amelyekkel Wilde még a ’’dán mesefejedelmet’’, Andersent is túlszárnyalta. Ezek a mesék nem csupán gyerekeknek szólnak, hanem a felnőtteknek is tanulságul szolgálnak, mivel mindegyiknek van valami erkölcsi üzenete. (Wilde saját gyermekeinek is ebből olvasott fel esténként.)
1890-ben megjelent Wilde talán legvitatottabb műve, a Dorian Gray arcképe (The Picture of Dorian Gray), amely egyik pillanatról a másikra nemcsak híressé, de hírhedtté is tette, egyszerre hozott sikert és megvetést Wilde számára. A történet egy csodálatos szépségű, előkelő ifjú tragikus életútját beszéli el a diadal tetőpontjától a teljes züllésig. (A Világirodalmi Kisenciklopédia szerint e mű a dekadens életélvezet mindenek felettiségét hirdeti. A hedonizmus hatja át.)

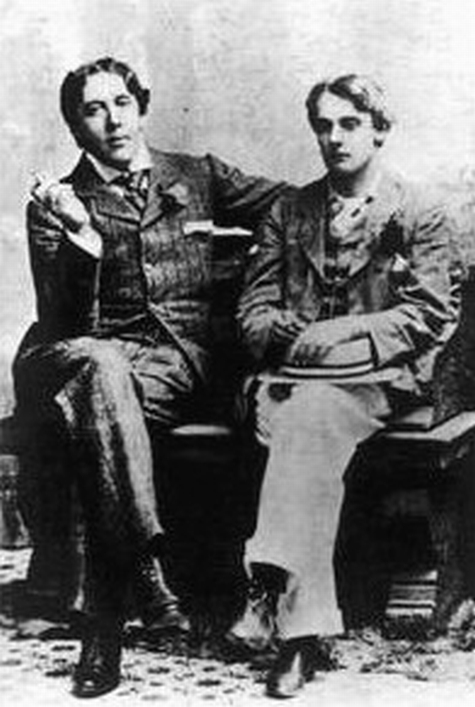
Oscar Wilde Lord Alfred Douglas ('Bosie') társaságában, akivel az 1891-ben induló kapcsolata mindinkább elmélyült

Wilde klasszikus regényének hőse, a gazdag, gyönyörű és naiv fiatalember, Dorian Gray az újonnan megismert és megszeretett Lord Henry Wotton befolyása alá kerül, aki ráébreszti az élet ízeire. Dorian egész alakos portréját egy festőbarátja (Basil Hallward) festi meg, s Lord Henry, a gazdag és divatos dandy meg akarja azt venni. Miután Dorian ráébred saját szépségére, azt kívánja, hogy bárcsak a festmény öregedne őhelyette. Ezzel eladja lelkét, nem az ördögnek, hanem a képnek. Az idő múlásával átadja magát az önző és rafinált élvezeteknek, férfiakat és nőket taszít a bűn útjára, majd egyre mélyebbre süllyed, s közben megdöbbenve veszi észre, hogy míg teste tökéletesedni látszik, addig rejtett arcképe egyre rútul. Ugyanis véghezvitt bűnös tettei kitörölhetetlen nyomot hagytak a valódi személyiségét ábrázoló képen. Egy különösen gonosz gyilkosság után saját magától megundorodva a portré mellébe döfi a tőrt. Dorian holtan esik össze, mert a tőr az ő szívét sebezte halálra. Szolgája ott találja holtan fekve, összeaszott, ráncos arccal a tökéletes kép alatt. Wilde ars poeticája mélyen érződik e művében, miszerint „Minden művészet haszontalan. Nem a művészet utánozza az életet, hanem az élet a művészetet.”
Oscar Wilde számára egész életében talán az 1890-es év volt a legsikeresebb. Magánélete rendezett volt, boldogságban élt családjával, neve ismert volt, ott forgott a legjelentősebb elit körökben, és tehetségéhez sem fért kétség. Ám éppen ekkor, legnagyobb sikerei csúcsán érte el őt végzete. 1891-ben egy fiatal író megkereste őt, hogy bírálja el verseit, és tehetségét az irodalomhoz. Ez az ifjú Lord Alfred Douglas ('Bosie') volt, akivel e hivatalosnak induló kapcsolatuk egyre mélyebb, barátibb viszonnyá változott. Több időt töltött Wilde e fiatal fiú társaságában, mint saját családjával, ami házasságon belüli konfliktusokhoz vezetett, és botrányba torkollott. 1891 termékeny év volt Wilde számára, kötetei sorra jelentek meg. Az érdem részben a fiatal Douglasé volt, hisz ő ihlette meg, bűvölte el Wilde-ot.
A canterville-i kísértet (The Canterville ghost) című műve egy igazán „szellemes” történet, melyben egy gazdag amerikai úr megvásárolja Canterville kastélyát bútorral, kísértettel együtt, és családostul beköltözik. Ám a szellem, látva az amerikaiak hidegvérűségét, elpusztul. Wilde ezzel a komédiájával az amerikai józan észt kívánta szembesíteni az angolok ósdi, hagyományokhoz ragaszkodó világával.
Lady Windermere legyezője (Lady Windermere’s fan) című komédiájában Wilde zseniális drámaírói képessége csillan meg. Ez a darab egyszerre hozott óriási sikert és botrányt. Wilde éppen annak a társadalmi rétegnek a hibáit, hazug, öncsaló ideáljait veszi célba, amelyikhez ő maga is tartozik: az arisztokrácia, a nagypolgárság, vagy ha úgy tetszik, a felső tízezer világát. Valamennyi vígjátékában megtaláljuk az erkölcsösséget képviselő hölgyet vagy urat, a bűnös múltú nőt (és férfit), és a központi szerepet játszó, olykor ostobának tűnő túlcicomázott dandy figuráját.
Lord Arthur Saville bűne (Lord Arthur Saville’s crime) című munkájában Wilde Lord Arthur bizarr történetét beszéli el. Egy különleges gyilkosságról olvashatunk, mely kapcsán kirajzolódik a kortársi angol arisztokrácia torzképe. A középpontban a bűn van, a bűn, melyet Wilde nem negatív értelemben kívánt az olvasók szeme elé tárni. Wilde úgy gondolja, hogy a bűn „lényeges eleme a haladásnak”, és hogy a bűn az individualizmus igazi kifejezője. Meg is jegyezte: „Egyetlen bűncselekmény sem közönséges. A közönségesség: mások viselkedése.”
A komédiák után, de még mindig 1891-ben, Wilde írt egy zord, baljós hangulatú tragédiát Salome címmel. E bibliai témát feldolgozó rémdrámát azonban az angol hatóságok betiltották, s a tilalmat csak 1931-ben oldották fel. Ekkor mutatta be a Savoy Theatre, óriási sikerrel; Franciaországban és Európa többi részén rajongtak a darabért. (1905-ben Richard Strauss operát írt rá.)
Wilde, látva tragédiájának kudarcát, visszatért a komédiákhoz. 1892 gyümölcse A jelentéktelen asszony (Woman of no importance), 1893-ban pedig megszületett Az eszményi férj (An ideal husband) című, az előzővel azonos témájú, társadalombíráló komédiája.
A kirobbanó sikert az 1895-ben megszülető Bunbury – The Importance of Being Earnest (Magyarul: Bunbury – avagy jó, ha szilárd az ember) című vígjáték hozta meg Wilde-nak. A 19. század egyetlen igazi mulatságot adó komédiája volt ez a darab, egy igazi felpezsdülés az angol színházi életben. Wilde kirobbanó sikert aratott, sikerült megmulattatnia az angol közönséget. A történetet különleges fordulatai teszik egyszerre mulatságossá és bonyolulttá, erősen koncentrálnia kell az olvasónak, hogy ne veszítse el a történet fonalát.
A szereplők: Jack Worthing falusi békebíró; barátja, Algernon Moncrieff; Algernon nagynénje, Lady Bracknell; lánya, Gwendolen; és Worthing gyámleánya, Cecily. A történet lényege: Jack elmondja Algernonnak, hogy kitalált magának egy haszontalan magaviseletű, Earnest (magyar fordításban Szilárd) nevű öccsöt, akinek csínytevései miatt sűrűn kell Londonba utaznia. Ennek fő oka: Gwendolen iránti szerelme, akivel csak Londonban tud találkozni. Barátja, Algernon bevallja, hogy ő pedig egy Bunbury nevű barátot talált ki magának, hogy kellemetlenségei, kötelezettségei elől eltűnhessen. Közben Algernon beleszeret Cecilybe. E két szerelmi szál végül összefonódik, ám ekkor Wilde egy váratlan fordulattal él: a hölgyek kijelentik, hogy csak Ernest nevű férfiúhoz hajlandóak feleségül menni. Ekkor fellép a színen Lady Bracknell szolgálója, Prism, és elmesél egy régi történetet. Ő volt ugyanis a kis Algernon nevelőnője, de mint kiderül, volt még egy idősebb kisfiú. Ám egy nap, amikor Prism elvitte levegőzni babakocsival a nagyobbik babát (és magával vitte saját regényét is), véletlenül fekete táskájába tette a kisgyereket, a papírokat pedig a babakocsiba. Wilde itt egy teljesen abszurd helyzetet teremt, és csavar egyet a történet szálán. Végül kiderül, hogy az elhagyott baba Jack Worthing volt, sőt nem is Jack az igazi neve, mert édesapja után Ernestnek nevezték el. A komédia happy enddel végződik, Jack mindvégig Ernest/earnest (őszinte) volt, hiszen van egy öccse Londonban, és őt magát Ernestnek hívják. Elnyeri Gwendolen kezét, Algernon pedig Cecilyét. A bemutatót követő fergeteges siker egyetlen szépséghibája az volt, hogy utána néhány hónappal Wilde már a pentonville-i börtönben volt, kétévi kényszermunkára ítélt fegyencként.

### Az életét derékba törő botrány
Az ifjú lord apjának, Queensberry márkinak egyáltalán nem tetszett ez az „abnormális” viszony fia és az író között, és felelősségre vonta Wilde-ot, aki azonban meggondolatlanul rágalmazási pert indított a márki ellen. Ez nagy hiba volt, mert így saját magát állította vádlói elé. Wilde abban is hibát követett el, hogy az ellene felhozott vádakat nem tagadta, egyszerűen abszurdnak tartotta. Mint elmondta: „Sokan azt gondolták, hogy az életem merő valótlanság, én ellenben mindig is tudtam, hogy igaz, mert akárcsak az igazság, csak ritkán volt tiszta, és sohasem volt egyszerű.” A bíróság bűnösnek találta Wilde-ot a fajtalankodás bűntettében, és két év fegyházra, valamint kényszermunkára ítélték. 1895-től 1897-ig raboskodott a börtönben. Teljesen megtört. Ez alatt az idő alatt megírta De Profundis c. alkotását, amelyben a vergődő lélek őszinte vallomása fogalmazódik meg, s mellyel sikerült megszereznie az európai közönség rokonszenvét és együttérzését.
1896-ban meghalt édesanyja, Lady Wilde, ami nagyon mélyen érintette a börtönben raboskodó írót. „Anyám halála oly szörnyű volt nekem, hogy én, aki egykor a nyelv mestere voltam, nem találok szót, mely kifejezné fájdalmamat. Ő és az apám olyan nevet hagytak rám, amelyet ők nemessé és megbecsültté tettek. Én örökre szégyent hoztam erre a névre.”
1897-ben, szabadulva a börtön sötétségétől, azzal a ténnyel kellett szembesülnie, hogy a bíróság feleségének, Constance-nak ítélte a két gyermeket. A fiúkat, Cyrilt és Vyvyant – anyjuk gerincbántalmai miatt – egy házban nevelték, ahol Wilde neve tabunak számított, sőt Constance lecserélte a Wilde családnevet Hollandra. Még mindig szerette Oscart, csak fiait akarta megóvni a szégyentől és megaláztatásoktól.
Hazája elfordult Wilde-tól, aminek következtében kitaszítottnak és magányosnak érezte magát. Barátai mindenben mellette álltak, 1897-ben ott várták a börtön kapujában, amikor kiszabadult. Elmondásuk szerint Wilde olyan méltóságteljesen lépdelt, mint egy száműzetéséből visszatérő király. Constance rendszeresen támogatta Wilde-ot pénzzel. Oscar mégis azt érezte, egyedül van a világban, Anglia népe nem érti meg őt, és ez fájt neki. „Keservesen sírnék, ha nem sírtam volna már el minden könnyemet.” Ezért úgy döntött, hogy Franciaországba távozik. Azonban itt is azzal kellett szembesülnie, hogy azok az emberek, akik egykor barátságát keresték, most sértegették vagy semmibe vették. Ezért Wilde egy kis tengerparti faluba, Bernevalba utazott tovább. Itt egy rövid ideig még együtt voltak Alfred Douglasszel, mert a vádak ellenére is ragaszkodtak egymáshoz, de ezután végleg megszakadt kettejük kapcsolata, és elváltak útjaik. Wilde A readingi fegyház balladája (The Ballad of Reading Gaol) című munkáját 1898-ban adták közre, szerzőként C. 3. 3.-at jelölve meg. (Ez volt Wilde rabzárkájának száma.) Az emberek Wilde iránti gyűlölete kezdett átalakulni szánalommá. „A hazaszeretetéért börtönbe zárt hazafi szereti a hazáját; a fiúk szeretetéért börtönbe zárt költő szereti a fiúkat.” Wilde ezzel azt akarta kihangsúlyozni, hogy sosem fog megváltozni, és tényleg, Wilde mit sem változott, ugyanúgy költötte a pénzét, még azt is, ami nem volt, és sorra járta a kávéházakat. A legfélelmetesebb a fantommá vált emberek sokasága volt számára, régi ismerősei úgy mentek el mellette, mintha Wilde nem létezne.
1900-ban fülfertőzése, amelyet a börtönben kapott, súlyossá vált. Javasolták neki a műtétet, de az egyetlen dolog, ami heves fájdalmai közepette is bosszantotta Wilde-ot, az az ízléstelen tapéta volt. Viccesen jegyezte meg: „Egyikünknek mennie kell.” Mivel köztudott volt, hogy Wilde nem tud jól bánni a pénzzel, minden egyes penny kifolyik kezei közül, az orvosa sürgetően faggatta kifizetetlen kezelési számlái miatt, mire ő csak ennyit válaszolt: „Úgy halok meg, ahogy éltem: túllépve anyagi kereteimet.”
Egy nappal halála előtt katolikus hitre tért, majd 1900. november 30-án hajnalban elérte végzete, és meghalt. Hű barátok kis csoportja kísérte el őt utolsó útjára. Síremléke a Père-Lachaise temetőben áll.

## A művész megosztó egyénisége
Wilde egész élete egy nagy paradoxon volt: írként született, mégis angolul és franciául publikált; ugyan családapa volt, mégis tartott férfi szeretőt; egy életen át protestánsként élt, de utolsó óráiban megtérve, katolikus hitűként halt meg; s bár a romantikusok követője volt, a modernek előfutára lett. Wilde-ért rajongott egész Európa, de egy kínos botrány kapcsán, amikor kiderült vonzalma saját neméhez, egy csapásra megváltozott minden. Wilde neve évtizedekig tabu lett, hazája kitaszította magából. Anglia csak 1954-ben, Wilde születésének centenáriuma alkalmából ébredt rá, hogy e kivételes művész meséi mennyire tiszták, és hogy költeményei mennyire erkölcsösek. Készítettek neki egy emléktáblát, melyre nem fért ki Wilde sokszínűségének minden színe, tehát mindaz, ami ő volt: író, költő, drámaíró, novellista, színikritikus és még sorolhatnánk, hanem frappánsan csak ennyi került rá: „Itt élt Oscar Wilde, szellemes ember és drámaíró. (1854-1900)”

## Emlékezete
Sírja a Père Lachaise-temető egyik nevezetessége.
A síremlékkel már a fölavatásakor problémák voltak, ugyanis a kőtömbje (utalással a költő A szfinx című költeményére) egy szfinxszerű nőalakot ábrázol, amelynek azonban eredetileg méretes hímtagja volt. (A közerkölcs nevében az inkriminált testrészt az illetékesek fügelevéllel takarták le; egy vandál utóbb le is verte.)
A homoszexuális kultuszhellyé vált sírt az idők során egyre több graffiti éktelenítette el, majd az a szokás jött divatba, hogy a rajongók imádatuk jeléül csókokkal (gyakorlatilag piros rúzsfoltokkal) borították el a síremléket. A temetővezetőség azt a megoldást találta ki, hogy plexivel vették körbe a síremléket. Ez persze odavezetett, hogy most már a plexire írnak üzeneteket, illetve az van tele rúzsos csóknyomokkal.
Bár Wilde leszármazottjai nem örülnek a sírral történteknek, sokan úgy vélekednek, hogy a rúzsfoltos, üvegparavánnal körbevett síremlék kifejezetten illik Wilde-hoz, a popkultúra előfutárához, a modernség első ikonjához, aki – miképpen Szász Zoltán írta róla 1908-ban a Nyugatban – „a bűn és a kéj izzóvörös színeit mutató rakéta gyanánt röpült fel az európai irodalmi égboltozatra”, hogy aztán villámgyorsan aláhulljon, mihelyt kiderült róla, hogy a saját neméhez vonzódik.

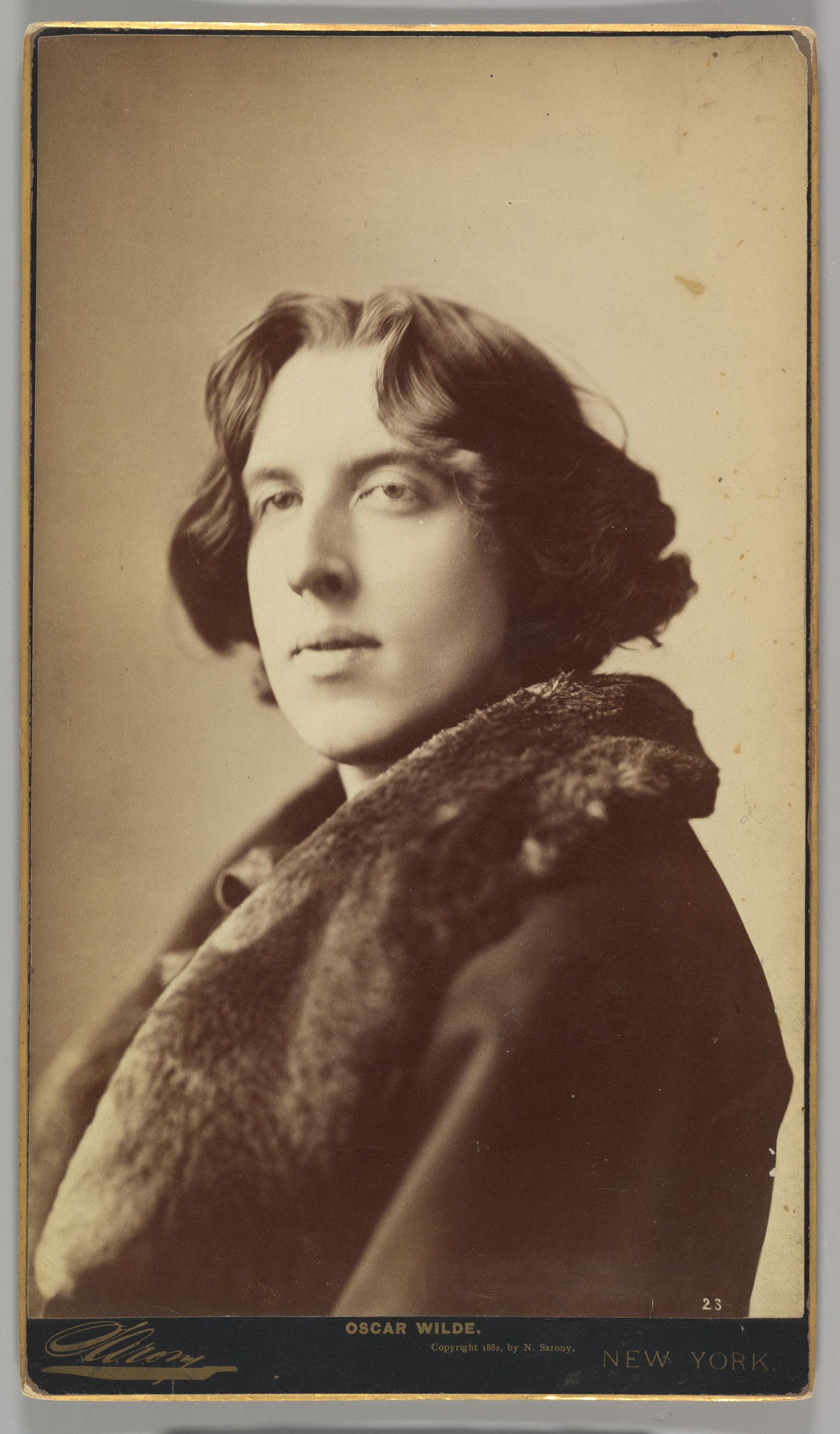
Oscar Wilde
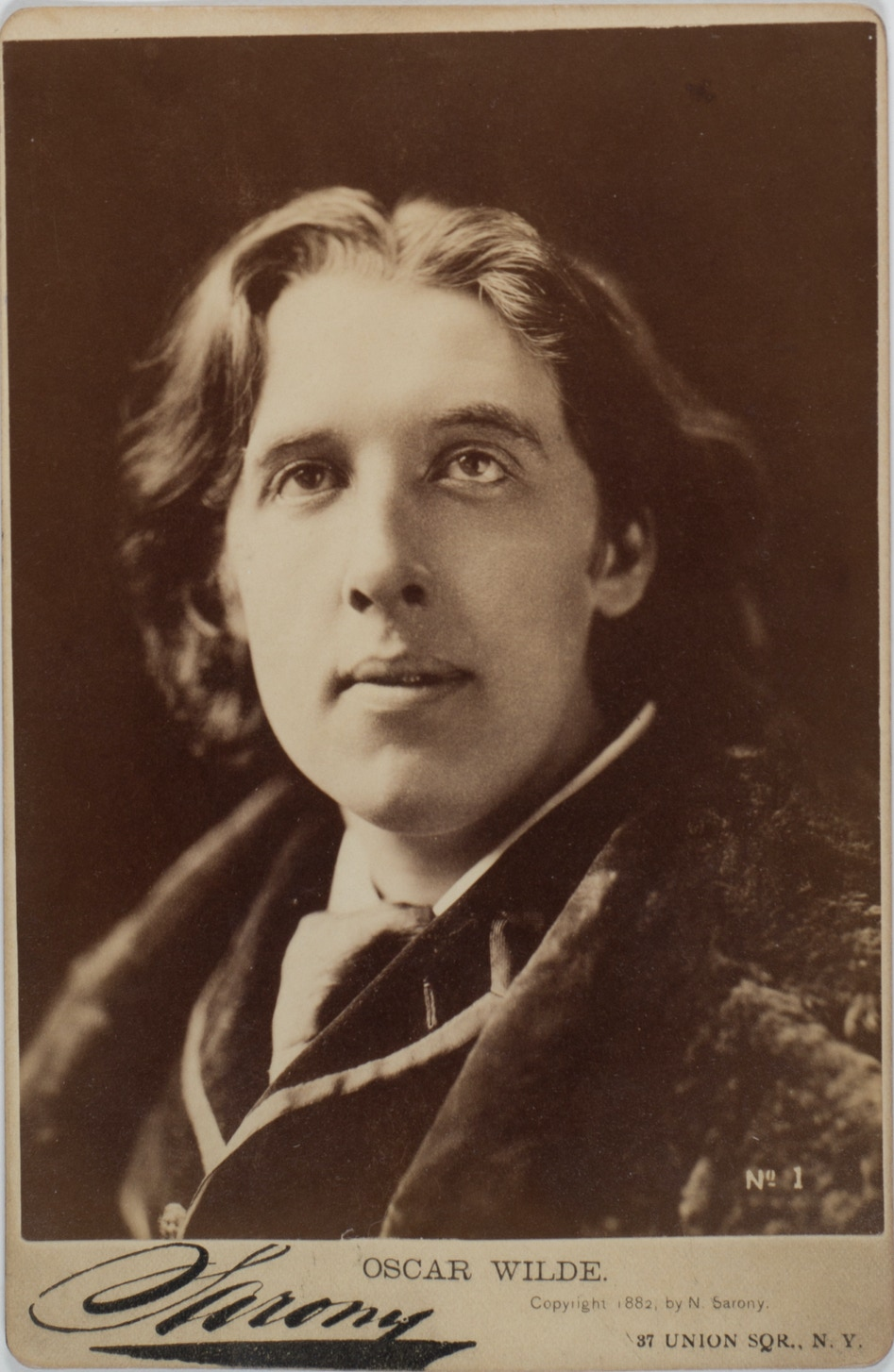
Oscar Wilde (Napoleon Sarony fotója, 1882)
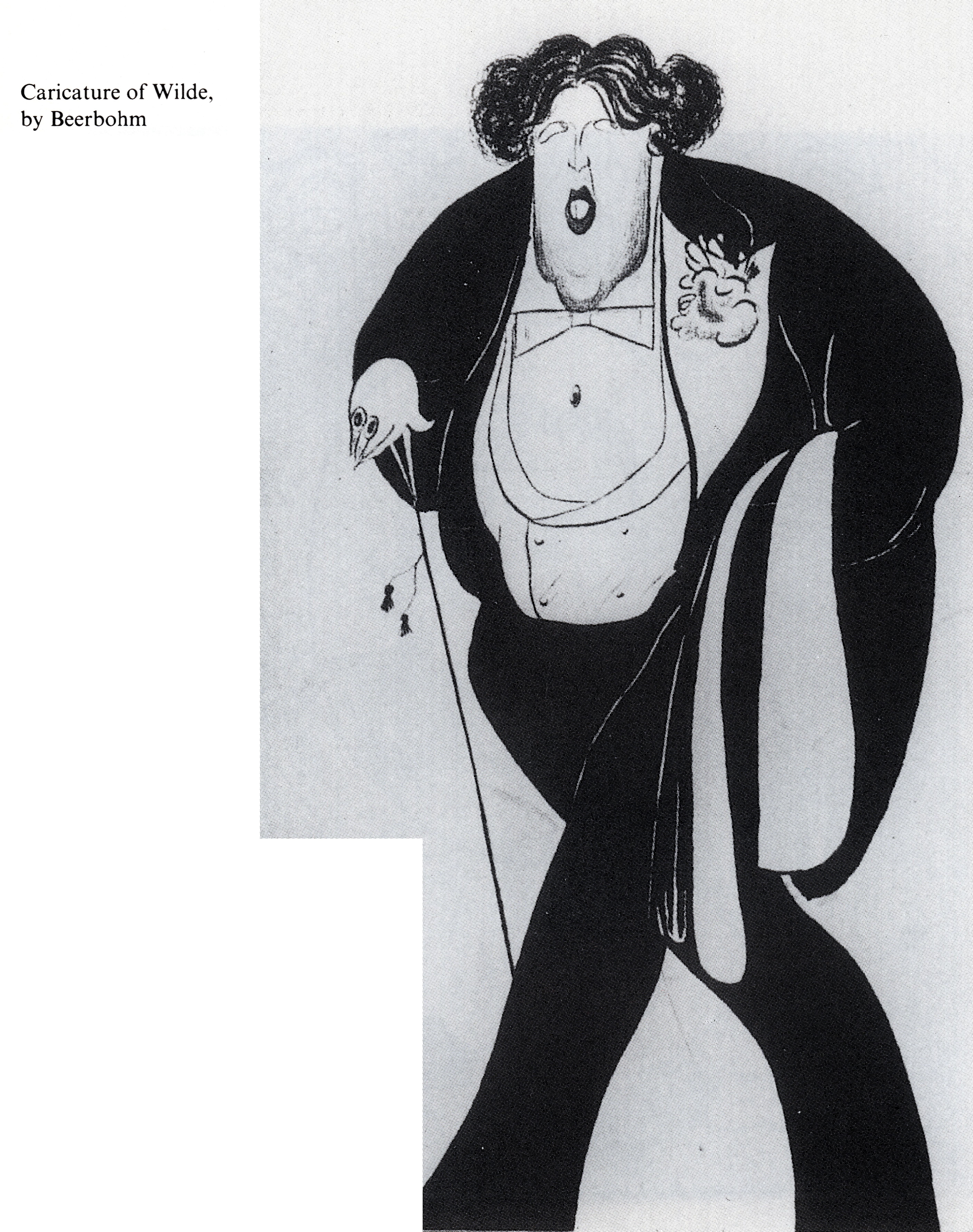
Max Beerbohm karikatúrája Oscar Wilde-ról
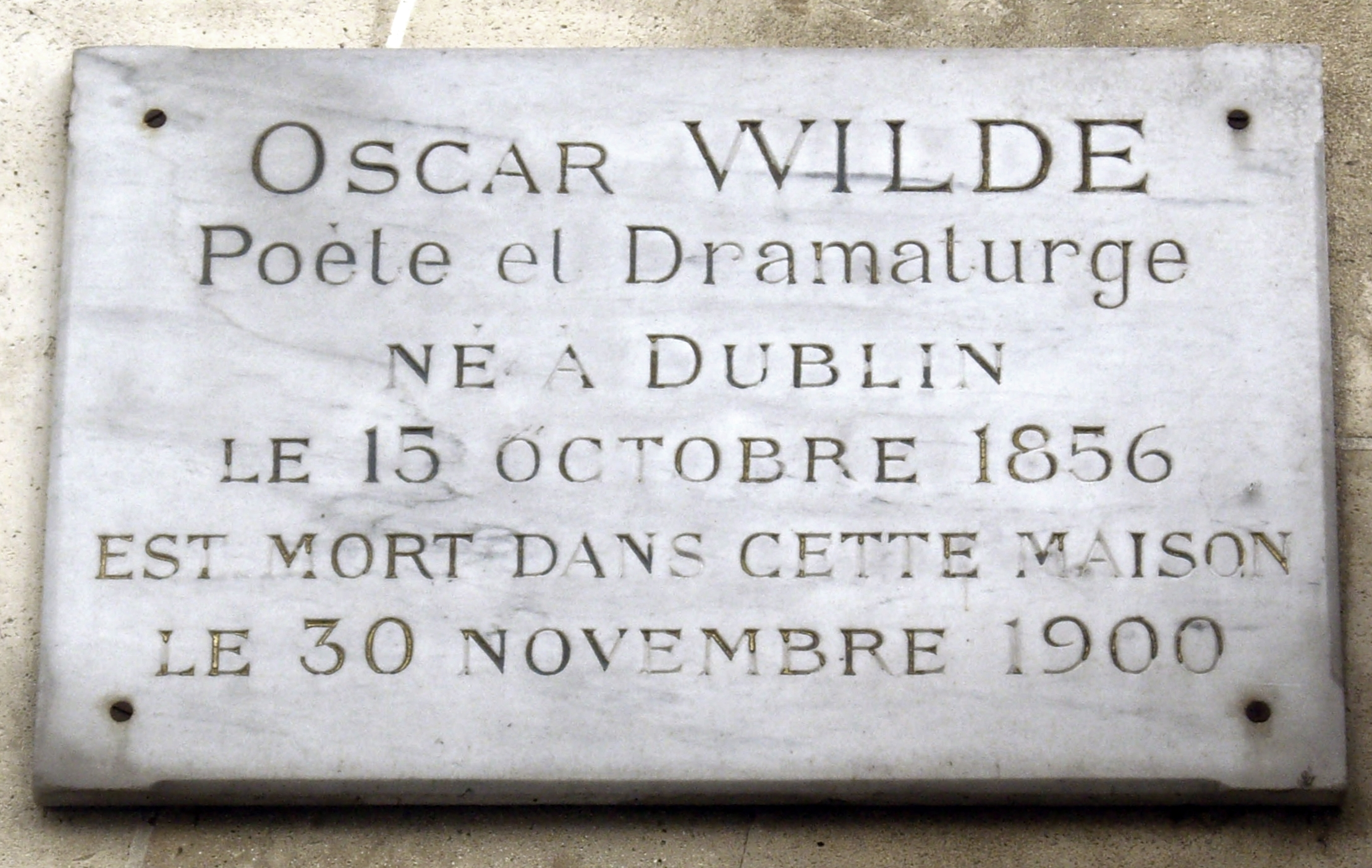
Emléktábla Párizsban, a Rue des Beaux-Arts 13. sz. ház falán, ahol Oscar Wilde meghalt
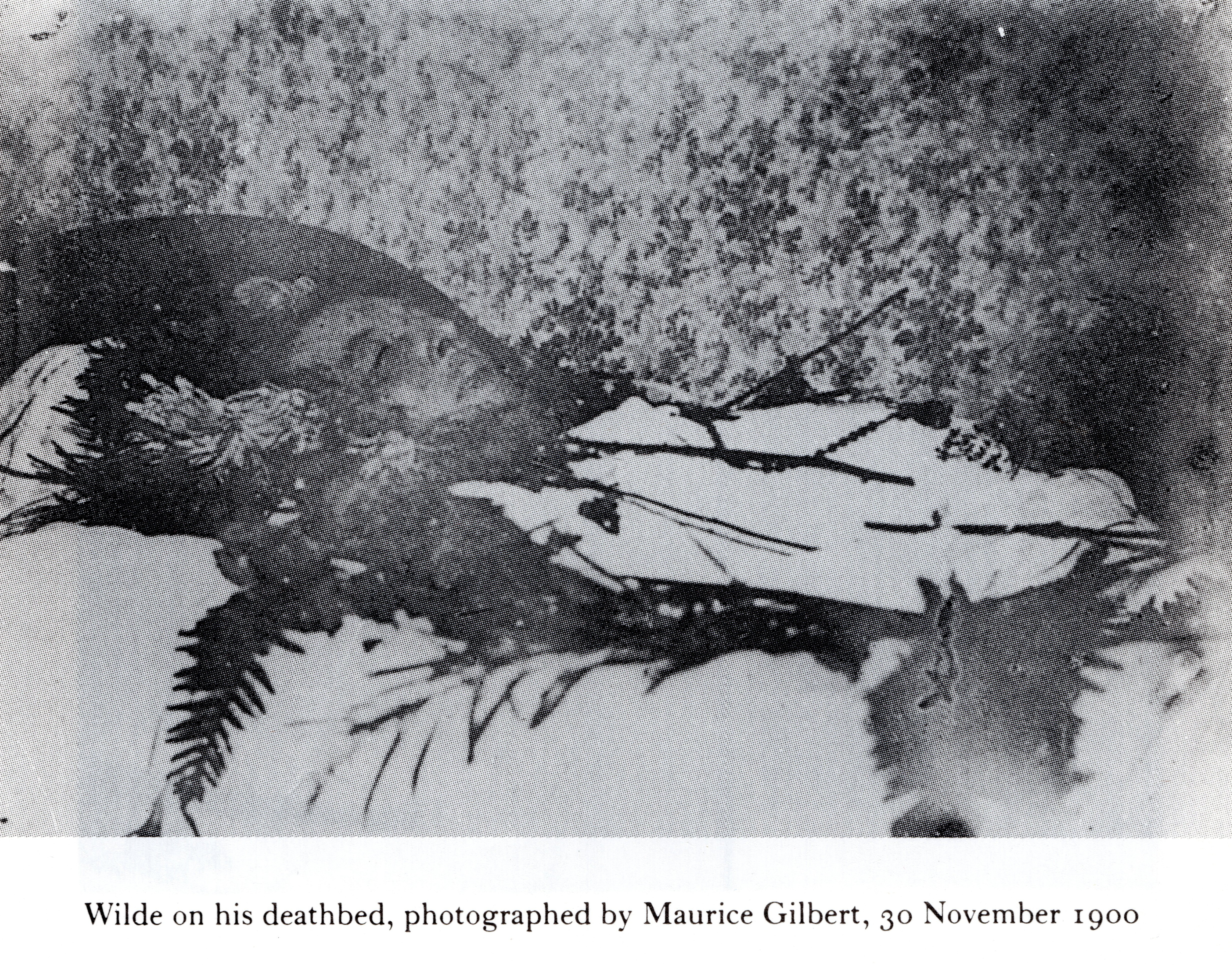
Oscar Wilde a haláloságyán
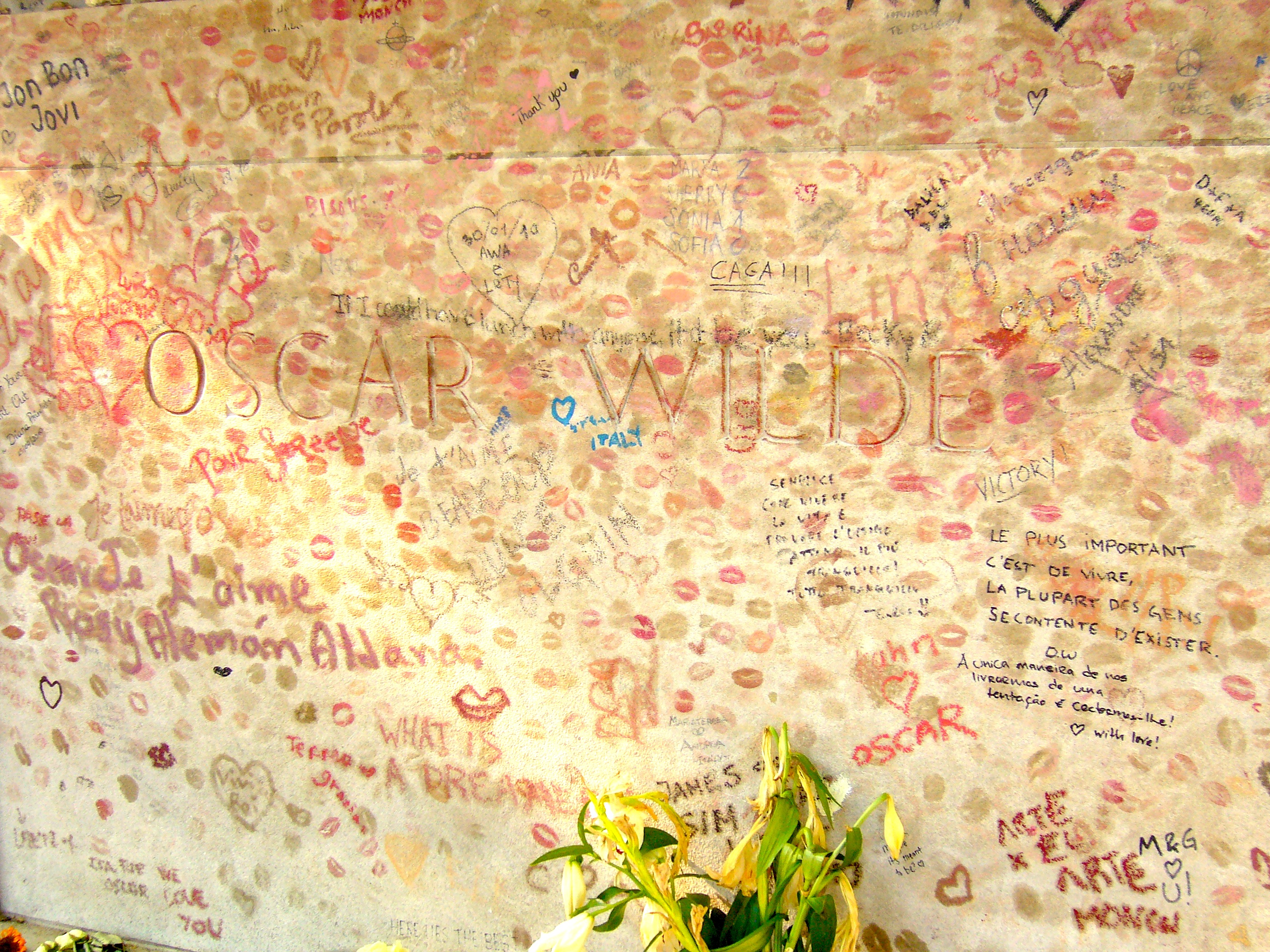
A rajongók rúzsnyomai Oscar Wilde sírján

## Ismert mondásai
- „Bárminek ellen tudok állni, csak a kísértésnek nem.”[29]
- „Az amatőr akkor ír, amikor kedve van hozzá; a profi akkor is, ha nincs.”[29]
- „Kezdem azt hinni, hogy Isten, amikor az embert teremtette, némileg túlbecsülte saját képességeit.”[29]
- „Nem vagyok cinikus, csak tapasztalataim vannak, ami persze majdnem ugyanaz.”[29]
- „A pesszimista olyan valaki, aki, ha két rossz közül kell választania, mindkettőt választja.”[29]

## Magyar vonatkozású érdekességek Oscar Wilde kapcsán
A readingi fegyház balladája konzseniális fordítása Tóth Árpád munkája. Az 1921-ben, az Athenaeum Részvénytársaság kiadásában megjelent mű előszavát ugyancsak Tóth Árpád írta. Kosztolányi Dezső is vállalkozott a mű lefordítására, azonban az ő változata nem tett szert akkora népszerűségre, mint költőtársáé.
Derkovits Gyulát is megihlette A readingi fegyház balladája. Egy mind a formai megoldásaiban, mind pedig a színvilágában rendkívül modern hatású kompozíciót készített a témáról. (Ez a könyvillusztráció jelenleg a Mihályfi-gyűjteményt gazdagítja.)

## Művei

### Regény
- Dorian Gray arcképe (The Picture of Dorian Gray, 1890)

### Elbeszélések, mesék
- A canterville-i kísértet (The Canterville Ghost, 1887 – folytatásokban, 1891 – a Lord Arthur Saville bűne c. kötetben)
- A boldog herceg és más mesék (The Happy Prince and Other Tales, 1888) 
  - A kötetben szereplő elbeszélések: A boldog herceg, A csalogány és a rózsa, Az önző óriás, Az önfeláldozó jóbarát, A nevezetes rakéta
- Mr. W. H. arcképe (The Portrait of Mr. W. H., 1889)
- Gránátalmaház (A House of Pomegranates, 1891) 
  - A kötetben szereplő elbeszélések: Az ifjú király, Az infánsnő születésnapja, A halászlegény és a lelke, A csillagok fia
- Lord Arthur Saville bűne és más történetek (Lord Arthur Savile's Crime and Other Stories, 1891)
  - A kötetben szereplő elbeszélések: Lord Arthur Saville bűne, A canterville-i kísértet, A szfinx, akinek nincs titka, A modell milliomos; a későbbi kiadásban a Mr. W. H. arcképe is megjelent.

### Színdarabok
- Vera, vagy a nihilisták (Vera; or, The Nihilists, 1880)
- A páduai hercegnő (The Duchess of Padua, 1883)
- Lady Windermere legyezője (Lady Windermere's Fan, 1892)
- A jelentéktelen asszony (A Woman of No Importance, 1893)
- Salome (Salomé, 1893)
- Bunbury (The Importance of Being Earnest, 1895)
- Az ideális férj (An Ideal Husband, 1895)
- A firenzei tragédia (A Florentine Tragedy, 1908-ban jelent meg)
- A szent parázna (La Sainte Courtisane, töredék, 1908-ban jelent meg)

### Versek
- Ravenna (1878)
- Versek (Poems, 1881)
- A szfinx (The Sphinx, 1894)
- Versek prózában (Poems in Prose, 1894)
- A readingi fegyház balladája (The Ballad of Reading Gaol, 1898)

### Esszék
- Toll, ecset, méreg (Pen, Pencil and Poison, 1889)
- A hazugság hanyatlása (The Decay of Lying, 1889)
- A kritikus, mint művész (The Critic as Artist, 1891)
- Az álarcok igazsága (The Truth of Masks, 1891)

### Egyéb
- Teleny (Teleny, or The Reverse of the Medal, 1893 – Wilde-nek tulajdonított, de a szerzőség vitatott)
- Az élet titka a művészet – Oscar Wilde füves könyve
- Sebastian Melmoth paradoxonjai
- A divat rabszolgái
- Eszmék
- Szerelemből a királyért!
- Gondolatok – Ötletek
- Eros kertje

## Művei magyarul

### 1919-ig
- Az emberi lélek a szocializmusban; ford. Zilahi László; Bécsi Magyar Kiadó, Bécs, s.a.
- Lady Windermere legyezője. Színmű; ford. Moly Tamás; Lampel, Budapest, 1903 (Magyar könyvtár)
- A boldog herczeg. Modern mesék; ford. Iván Imre; Sachs, Budapest, 1904
- Gray Dorian arczképe. Regény; ford. Konkoly Tivadar; Országos Irodalmi R.t., Budapest, 1904
- De profundis. Feljegyzések és levelek a readingi fegyházból; ford., bev. Sztankay Géza; Országos Irodalmi R.t., Budapest, 1905
- Három mese; ford. Hevesi Sándor; Lampel, Budapest, 1906 (Magyar könyvtár)
- Dorian Gray arcképe. Dráma; Wilde nyomán; átdolg. Hajó Sándor; Lampel, Budapest, 1907 (Fővárosi színházak műsora)
- Dorian Gray arczképe. Regény; ford. Schöpflin Aladár; Lampel, Budapest, 1907
- Flórenczi tragédia; ford. Benedek Marcell; Lampel, Budapest, 1907 (Magyar könyvtár)
- De profundis; ford. Mikes Lajos; Lampel, Budapest, 1907 (Magyar könyvtár)
- Bunbury. Komédia; ford. Mikes Lajos; Lampel, Budapest, 1907 (Magyar könyvtár)
- Salome. Szomorújáték; ford. Battlay Geyza, bev. Márkus László; Révai–Salamon, Budapest, 1907
- Salome. Színmű; ford., bev. Szini Gyula Lampel, Budapest, 1907 (Magyar könyvtár)
- Az eszményi férj. Színmű; ford. Mihály József; Lampel, Budapest, 1907 (Magyar könyvtár)
- Aforizmák és ötletek; ford. Radó Teréz; Lampel, Budapest, 1907 (Magyar könyvtár)
- Strauss Richárd: Salome. Zenedráma. Szövegkönyv; szöveg Wilde Oszkár, ford. Pásztor Árpád; Király Színház, Budapest, 1907
- De profundis. Levél a börtönből; ford. B. H. E.; Aczél, Budapest, 1907
- A readingi fegyház balladája; ford. Radó Antal; Lampel–Wodianer, Budapest, 1908
- Flórenczi tragédia; ford., színre alkalm. Pásztor Árpád; Nap Ny., Budapest, 1908
- Mesék, történetek és költemények prózában; ford. Mikes Lajos; Lampel, Budapest, 1908
- Gránátalmaház; ford. Mikes Lajos; Lampel, Budapest, 1908
- Wilde Oszkár válogatott művei. Az emberi lélek és a szocializmus / De profundis stb.; bev., ford. Kelen Ferenc; Athenaeum, Budapest, 1908
- Eszmék; ford. Kerner László; Heltai, Budapest, 1908
- Az infánsnő születésnapja. Némajáték Wilde Oszkár meséjéből; szöveg, zene Radnai Miklós; Globus Ny., Budapest, 1918
- A páduai herczegnő. XVI. századbeli tragédia; ford. Kosztolányi Dezső; Lampel, Budapest, 1910 (Magyar könyvtár)
- Vera, a nihilista lány. Dráma; ford. Rozsnyay Kálmán; Tevan, Békéscsaba, 1911
- A readingi fegyház balladája; ford. Szebenyei József; Sebő, Nagyvárad, 1912
- Az ember lelke. Tanulmány; ford. Winkler Anna; Kármán, Losonc, 1912
- Wilde Oszkár verseiből; ford. Babits Mihály; Athenaeum, Budapest, 1916 (Modern könyvtár)
- A kritikus mint művész; ford. Halasi Andor; Athenaeum, Budapest, 1918 (Modern könyvtár)
- A szépség filozófiája; ford., bev. Hevesi Sándor; Révai, Budapest, 1919 (Mesterművek. Révai)
- A boldog herceg. Az eredeti teljes szöveg és hű magyar fordítása; ford. Honti Rezső, átnézte Yolland B. Artur; Lantos, Budapest, 1919 (Kétnyelvű klasszikus könyvtár)

### 1920–1944
- A cantervillei kísértet; ford. Király György; Genius, Budapest, 1920 (Genius-könyvtár)
- Az odaadó barát. Az eredeti teljes szöveg és hű fordítása; ford. Szabó Lőrinc; Lantos, Budapest, 1920 (Kétnyelvű klasszikus könyvtár)
- Az önző óriás. Az eredeti teljes szöveg és hű fordítása; ford. Király György; Lantos, Budapest, 1920 (Kétnyelvű klasszikus könyvtár)
- A minta-milliomos. Az eredeti teljes szöveg és hű fordítása; ford. Honti Rezső; Lantos, Budapest, 1920 (Kétnyelvű klasszikus könyvtár)
- A readingi fegyház balladája; ford. Tóth Árpád; Dante, Budapest, 1921
- A nevezetes rakéta. Az eredeti teljes szöveg és hű magyar fordítása; ford. Plechl Béla; Lantos, Budapest, 1921 (Kétnyelvű klasszikus könyvtár)
- A canterville-i kísértet; ford. Takács Mária; Világirodalom, Budapest, 1922 (O. Wilde válogatott művei)
- A halászlegény és lelke; ford. Takács Mária; Világirodalom, Budapest, 1922 (O. Wilde válogatott művei)
- A jó barát; ford. Takács Mária; Világirodalom, Budapest, 1922 (O. Wilde válogatott művei)
- A szent kurtizán, vagy A drágaköves asszony. Színműtöredék / A jelentéktelen asszony. Színmű; ford. Benedek Marcell; Lampel, Budapest, 1922 (Wilde Oszkár Összes művei)
- Bunbury. Győzőnek kell lenni. Léha komédia 3 felvonásban komoly emberek számára; ford. Hevesi Sándor; Genius, Budapest, 1922 (Oscar Wilde összes művei)
- Művészet és dekoráció, 1-2.; ford. Supka Géza; Genius, Budapest, 1922 (Oscar Wilde összes művei)
- Lord Arthur Savile bűne. Tanulmány a kötelességről; Genius, Budapest, 1922 (Oscar Wilde összes művei)
- A boldog herceg és más mesék. Költemények prózában; ford. Bálint Lajos; Genius, Budapest, 1922 (Oscar Wilde összes művei)
- Az eszményi férj; ford. Hevesi Sándor; Genius, Budapest, 1922 (Oscar Wilde összes művei)
- Lady Windermere legyezője. Színdarab egy jó asszonyról; ford. Hevesi Sándor; Genius, Budapest, 1922
- Savile Lord bűne; ford. Takács Mária; Világirodalom, Budapest, 1922 után (O. Wilde válogatott művei)
- Az infánsnő születésnapja; ford. Takács Mária; Világirodalom, Budapest, 1922 (O. Wilde válogatott művei)
- Dorian Gray arcképe, 1-2.; ford. Kosztolányi Dezső; Genius, Budapest, 1922 (Oscar Wilde összes művei)
- A csillag gyermek; ford. Takács Mária; Világirodalom, Budapest, 1922 (O. Wilde válogatott művei)
- Tanulmányok, 1-2.; ford. Hevesi Sándor; Genius, Budapest, 1923 (Oscar Wilde összes művei)
- Gránátalmaház; ford. Bálint Lajos; Genius, Budapest, 1923 (Oscar Wilde összes művei)
- Salome; ford. Kosztolányi Dezső; Genius, Budapest, 1923 (Oscar Wilde összes művei)
- A jelentéktelen asszony. Színmű; ford. Hevesi Sándor; Genius, Budapest, 1923 (Oscar Wilde összes művei)
- Vera vagy A nihilisták. Dráma; ford. Bálint Lajos; Genius, Budapest, 1923 (Oscar Wilde összes művei)
- A páduai hercegnő. Tragédia a XVI. századból; ford. Hevesi Sándor; Genius, Budapest, 1923 (Oscar Wilde összes művei)
- Firenzei tragédia / A szent parázna; ford. Kosztolányi Dezső; Genius, Budapest, 1923 (Oscar Wilde összes művei)
- Szerelemből a királyért. Birmai némajáték; ford. Bálint Lajos; Genius, Budapest, 1923 (Wilde Oscar összes művei)
- Gondolatok, ötletek; Sachs, Budapest, 1930 k.
- A kritikus mint művész. Dialógus; ford. Bálint Lajos; Genius, Budapest, 1924 (Wilde Oscar összes művei)
- Toll, irón, méreg. A hazugság elmúlása. Párbeszéd / Toll, ecset és méreg. Tanulmány zöldben / Álarcok igazsága. Jegyzet az illúzióról; Genius, Budapest, 1924 (Wilde Oscar összes művei)
- De profundis; ford. Telekes Béla; Genius, Budapest, 1924 (Wilde Oscar összes művei)
- Oscar Wilde költeményei; ford. Kosztolányi Dezső; Genius, Budapest, 1926 (Wilde Oscar összes művei)
- Shakespeare Hamletje és Byron, Milton, Shelley, Rabindranath Tagore, Whitman, Wilde és Wordsworth: Versek; ford. Szabó T. Attila; Füssy, Torda, 1929
- Az odaadó barát. Az eredeti teljes szöveg és hű fordítása; ford. Szabó Lőrinc; Uránia, Budapest, 1935 (Kétnyelvű klasszikus könyvtár)
- Az önző óriás. Mesejáték; szöveg Wilde Oscar nyomán Márkus László, Mohácsi Jenő, zene Hubay Jenő; Weinberger–Bárd, Wien–Budapest, 1936 (Operaházi könyvtár)
- Heten egy kísértet ellen; Kaland, Budapest, 1942
- A furcsa koldus; Hungária Ny., Budapest, 1943 (Palatinus kisregénysorozat)
- Anyámat keresem!; Sik, Budapest, 1943
- A lord bűne; Csongor, Budapest, 1943

### 1945–1989
- Boldogherceg. Wilde Oszkár meséje; ford. Szabó József; Baross Ny., Győr, 1945 (Harangszó könyvtár)
- A jóbarát; Oscar Wilde nyomán szöveg Gordon Éva, ill. Zórád Ernő; Ifjúsági Lapkiadó Vállalat–Junge Welt, Budapest–Berlin, 1958 (Világhírű történetek képekben)
- A boldog herceg. Mesék; ford., utószó Lengyel Balázs; Európa, Budapest, 1958
- A cantervillei kísértet / Az önfeláldozó jóbarát / Lord Arthur Savile bűne. Novellák / A híres nevezetes rakéta; ford. Bálint Lajos, Király György, Lengyel Balázs, utószó K. Kocztur Gizella; Szépirodalmi, Budapest, 1958
- A boldog herceg; ford. Szegő György; Ifjúsági, Bukarest, 1968 (Napsugár könyvek)
- Bunbury. Hazudj igazat. Komédia; Diliza, Bratislava, 1969
- Fejér István: A kísértet házhoz jön. Vígjáték. Oscar Wilde "Canterville-i kísértet" c. novellájának ötlete alapján; rend. utószó Ardó Mária; NPI, Budapest, 1972 (Színjátszók kiskönyvtára)
- Különös történetek; ford. Timár Judit, szerk. Rónaszegi Miklós; Móra, Budapest, 1987
- Algernon Charles Swinburne és Oscar Wilde versei; vál., utószó Török András, ford. Babits Mihály et al.; Európa, Budapest, 1987 (Lyra mundi)
- Az önző óriás / The selfish giant; ford. Lengyel Balázs; Móra, Budapest, 1988 (Olvass engem két nyelven)

### 1990–
- Eros kertje; vál., szerk. Hunyadi Csaba, ford. Babits Mihály et al.; Szukits, Szeged, 1996 (A líra gyöngyszemei)
- Oscar Wilde összes művei, 1-3.; szerk. Szántai Zsolt; Szukits, Szeged, 2000–2002
  - 1. köt.; ford. Kosztolányi Dezső, Mikes Lajos, Szántai Zsolt; 2000
  - 2. köt.; ford. Horváth Norbert et al.; 2001
  - 3. köt.; ford. Babits Mihály et al.; 2002
- Gondolatok; ford., szerk. Szántai Zsolt; Szukits, Szeged, 2001 (Szabad szellemeknek)
- Sóhaj a mélyből; ford., összeáll., utószó Tandori Dezső; Cartaphilus, Budapest, 2002
- Teleny; ford. Tandori Dezső; Lárky, Budapest, 2003
- Sebastian Melmoth paradoxonjai; ford. Cserna Andor; Dekameron, Budapest, 2004
- A divat rabszolgái. Esszék, szemelvények külcsínről és belbecsről; szerk. Szántai Zsolt, ford. Habony Gábor et al.; Trajan, Budapest, 2006
- Az élet titka a művészet. Oscar Wilde füveskönyve; vál., ford., utószó Molnár Miklós; Lazi, Szeged, 2008
- Az önző óriás. Mese az önzetlenségről; átdolg. Justine A. Ciovacco, ford. Gordos Judit; Reader's Digest, Budapest, 2009 (Tanulságos történetek)
- A boldog herceg; ford. Mikes Lajos, átdolg. Golubeff Lóránt, Wimmer Ágnes; Alinea, Budapest, 2013 (Klasszik sorozat)
- Dorian Gray képmása. Cenzúrázatlan változat; szerk., tan. Nicholas Frankel, ford. Dunajcsik Mátyás, Shakespeare-idézetek ford. Nádasdy Ádám; Helikon, Budapest, 2014
- A boldog herceg; ford., ut. Lengyel Balázs; Helikon, Budapest, 2015 (Helikon zsebkönyvek)
- A cantervillei-i kísértet; ford. Kosztolányi Dezső, Weisz Böbe; Alinea, Budapest, 2017 (Klasszik sorozat)[33]
- Sóhaj a mélyből; vál., ford. Tandori Dezső, utószó Jánossy Lajos; Európa, Bp., 2022 (Kapszula könyvtár)

## Műveinek feldolgozásai, megfilmesítések
Dorian Gray arcképe
- Az élet királya, magyar némafilm, 1918, rendezte: Deésy Alfréd, szereplők: Lugosi Béla, Dán Norbert)
- Dorian Gray képe, amerikai horror, 1945, rendezte: Albert Lewin, szereplők: Hurd Hatfield, George Sanders, Donna Reed, Angela Lansbury)
- Dorian Gray, angol filmdráma, 2009, rendezte: Oliver Parker, szereplők: Ben Barnes, Rebecca Hall, Colin Firth)

Bunbury
- Bunbury, avagy jó, ha szilárd az ember (The Importance of Being Earnest), amerikai filmdráma/romantikus film, 2002, rendezte: Oliver Parker, szereplők: Colin Firth, Rupert Everett)

Lady Windermere legyezője
- Lady Windermere legyezője (Lady Windermere’s Fan), 1925-ös amerikai film, rendezte Ernst Lubitsch, címszereplő: May McAvoy
- Lady Windermere legyezője (Lady Windermeres Fächer), 1935-ös német film, rendezte Heinz Hilpert, címszereplő: Hanna Waag

Az eszményi férj
- Az eszményi férj (An ideal husband), 1947-es angol film, rendezte: Korda Sándor, főszereplők: Paulette Goddard, Michael Wilding[34]
- Az eszményi férj (An ideal husband), 1999-es amerikai-angol vígjáték, rendezte: Oliver Parker, főszereplők: Rupert Everett, Cate Blanchett,[35] Minnie Driver, Julianne Moore, Jeremy Northam

## Film az életéről
Oscar Wilde szerelmei címmel film készült az életéről 1997-ben Brian Gilbert rendezésében. Wilde szerepét Stephen Fry, Lord Alfred "Bosie" Douglas szerepét Jude Law játssza, Wilde feleségének megformálója pedig Jennifer Ehle. A BAFTA- és Golden Globe-jelölésekkel büszkélkedhető film az író és Alfred Douglas a viktoriánus korszak erkölcseibe ütköző kapcsolatára koncentrál.